# Otesánek

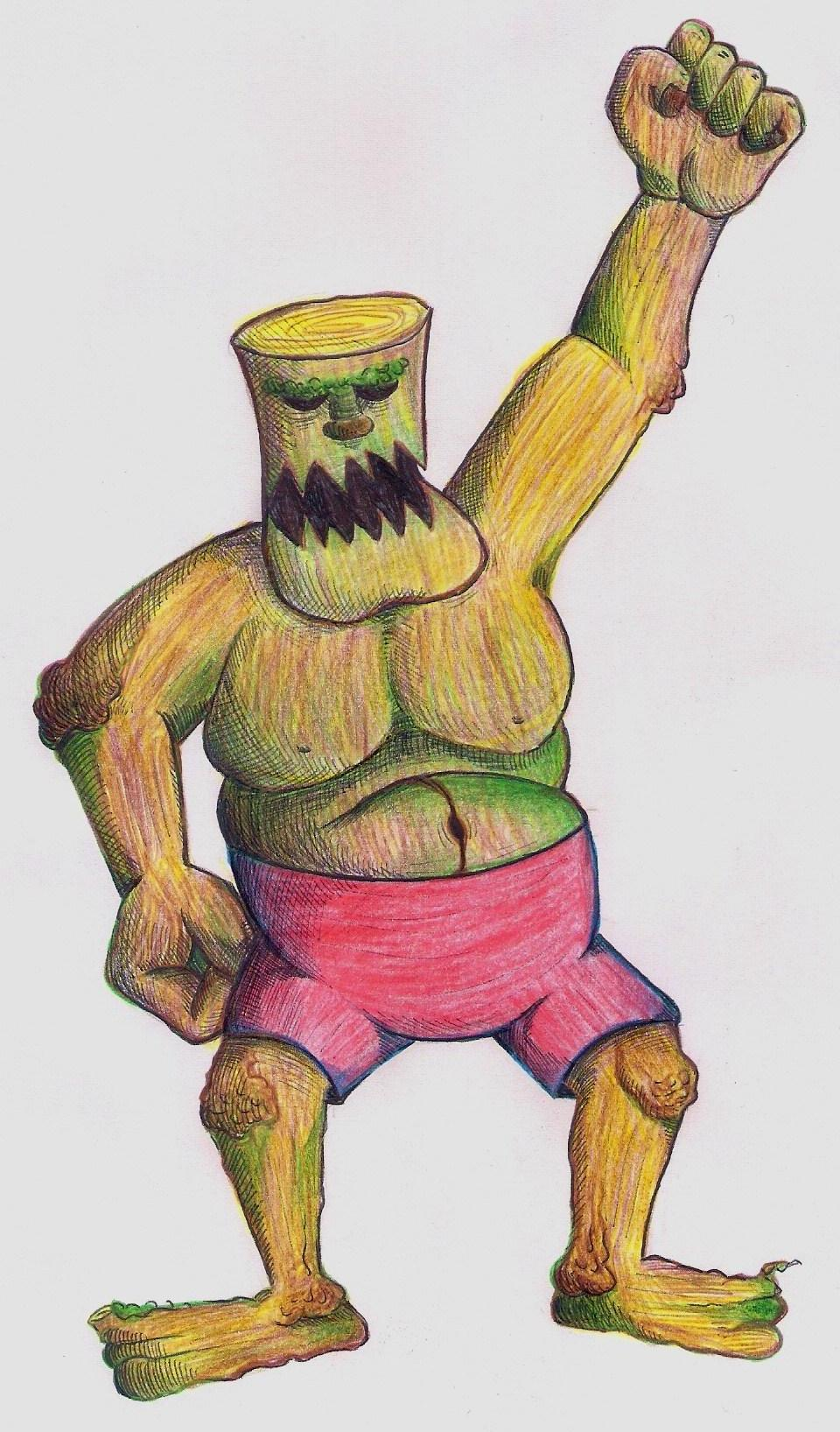
Representación artística de Otesánek.

Otesánek es un cuento de hadas checo creado por Karel Jaromír Erben, que cuenta la historia de un tronco viviente de madera, temible y constantemente hambriento. En la historia hay elementos de la narrativa que son similares a los cuentos de hadas más famosos como Las aventuras de Pinocho y Caperucita Roja; a pesar de esto, los temas presentes en Otesánek parecen, sin embargo, ser muy diferente de la mayoría de los cuentos de hadas europeos, con una moral particularmente ambigua que deja mucho espacio a la interpretación subjetiva.

## Argumento
La historia comienza con una pareja pobre pero que durante mucho tiempo ha estado esperando un hijo, que sin embargo no llega. Un día el marido encuentra en el bosque cercano un tocón (Otesánek) que se parece extrañamente a un bebé y decide llevarlo a casa. Para su alegría, el bebé de madera cobra vida y pide ser alimentado. Inicialmente se entusiasman que por fin se les ha concedido su deseo de tener un hijo, sin embargo, la situación pronto toma un giro para peor ya que se encuentran con que tienen que lidiar con el insaciable apetito del bebé, que no hace más que pedir de comer y crecer, tragando incluso a sus padres. El leño se anticipa a cada comida con una canción de cuna en la que enumera cada comida anterior que ha hecho. La historia finalmente concluye con la muerte de Otesánek a manos de una anciana de la aldea que desgarra su enorme pecho con una azada, matando así al monstruo y liberando de su interior a todos los que fueron consumidos por él, incluyendo sus padres.

## Adaptacíon fílmica
La película Otesánek, dirigida Jan Švankmajer, fue estrenada en 2000 y se inspira en gran medida por este cuento de hadas.